# Aubrevillea
Aubrevillea är ett släkte av ärtväxter. Aubrevillea ingår i familjen ärtväxter.
Kladogram enligt Catalogue of Life:
| Aubrevillea | \| \| Aubrevillea kerstingii \| \| \| \| \| \| Aubrevillea platycarpa \| \| \| \| |
|             | \| \| Aubrevillea kerstingii \| \| \| \| \| \| Aubrevillea platycarpa \| \| \| \| |
|             | Aubrevillea kerstingii                                                            |
|             |                                                                                   |
|             | Aubrevillea platycarpa                                                            |
|             |                                                                                   |